# Sweet Home (serial telewizyjny)
Sweet Home (kor. 스위트홈) – południowokoreański apokaliptyczny serial grozy emitowany w latach 2020–2024, z udziałem Song Kang, Lee Jin-wook i Lee Si-young. Serial oparty jest na webtoonie o tym samym tytule autorstwa Kim Carnby i Hwang Young-chana, który zanotował ponad 2,1 miliarda odsłon. Pierwszy sezon został wydany na Netflixie 18 grudnia 2020 roku. Drugi sezon ukazał się 1 grudnia 2023 roku, a trzeci i ostatni sezon został wydany 19 lipca 2024 roku.

## Fabuła

### Sezon 1
Po niespodziewanej tragedii, która zabija całą jego rodzinę i pozostawia go jedynym ocalałym, Cha Hyun-su opuszcza dom rodzinny i przenosi się do zrujnowanego kompleksu apartamentów znanego jako Green Home. Pewnej nocy w mieście zaczynają pojawiać się przerażające potwory, które sieją zniszczenie. Hyun-su i pozostali mieszkańcy kompleksu jednoczą się, aby walczyć o przetrwanie w obliczu nowego, nadprzyrodzonego zagrożenia. Hyun-su zaczyna wykazywać symptomy przemiany w potwora i zyskuje zdolność przekształcania się w stworzenie ze skrzydłami, kiedy tylko zechce. Inni mieszkańcy kompleksu również przemieniają się w potwory, odzwierciedlające ich najgłębsze pragnienia.

### Sezon 2
Ocalali z Green Home wyruszają w zrujnowany świat poza murami kompleksu. Tymczasem rządowe instytucje i ośrodki naukowe kontynuują próby badania potworów, mając nadzieję na znalezienie lekarstwa.

### Sezon 3
Ocalali nadal stawiają czoła nowym zagrożeniom i wyzwaniom, gdy zgłębiają tło postaci i pochodzenie potworów. Cha Hyun-su zmaga się ze swoimi zdolnościami przemiany w potwora, odgrywając kluczową rolę w obronie ocalałych i odkrywaniu tajemnic związanych z wybuchami potworów. Wprowadzane są nowe, bardziej niebezpieczne typy potworów, w tym istoty przypominające ludzi, które wyłaniają się z kokonów. Dziecko Yi-kyung, posiadające specjalne moce, staje się istotną częścią fabuły. Lee Eun-hyuk powraca jako przemieniony potwór, stanowiąc poważne zagrożenie dla pozostałych ocalałych. Wysiłki rządowych i naukowych instytucji, aby zrozumieć i ewentualnie wyleczyć przemiany w potwory, dodają kolejny wymiar intrygi i nadziei dla bohaterów. Sezon utrzymuje połączenie horroru, akcji i emocjonalnej narracji, prowadząc do kulminacyjnego i satysfakcjonującego zakończenia serii.

## Obsada i postacie

### Sezony 1–3
- Song Kang jako Cha Hyun-su
- Lee Jin-wook jako Pyeon Sang-wook
  - Lee Eugene jako młody Pyeon Sang-wook
- Lee Si-young jako Seo Yi-kyung
- Park Gyu-young jako Yoon Ji-su
- Go Min-si jako Lee Eun-yu
- Kim Hee-jung jako Cha Jin-ok
- Kim Gook-hee jako Son Hye-in
- Lee Joon-woo jako Ryu Jae-hwan
- Heo Yool jako Kim Su-yeong
- Choi Go jako Kim Yeong-su
- Woo Jung-kook jako Kang Seung-wan

### Sezon 1
- Lee Do-hyun jako Lee Eun-hyuk
- Kim Nam-hee jako Jung Jae-heon
- Kim Sang-ho jako Han Du-sik
- Kim Hyun jako An Seon-yeong
- Woo Hyun jako Kim Suk-hyun
- Go Youn-jung jako Park Yu-ri
- Kim Kap-soo jako An Gil-seob
- Lim Soo-hyung jako No Byeong-il
- Lee Bong-ryun jako Im Myung-sook
- Go Geon-han jako Choi Yoon-jae
- Kim Sung-cheol jako pierwsze ludzkie wcielenie Jung Ui-myeonga
- Ahn Dong-goo jako Lee Su-ung, młody żołnierz mieszkający w Green Home
- Park Jin-soo jako Park Min-joo
- Jeong Ha-dam jako Kim Ji-eun
- Kim Ji-eun jako Han Yu-jin
- Lee Ji-ha jako Moon Hyeon-suk
- Kim Yi-kyung jako Cha Soo-ah
- Lee Ki-hyuk jako Hwang Seung-jae
- Yoon Ji-on jako Hae-rang
- Ham Sung-min jako Park Ju-yeong
- Park Ah-in jako bezimienny sąsiad Hyun-su
- Dane DiLiegro jako potwór „Protein”

### Sezon 2
- Yu Oh-seong jako starszy sierżant Tak In-hwan
- Oh Jung-se jako dr Lim, badacz szczepionek
- Kim Mu-yeol jako sierżant pierwszej klasy Kim Young-hoo
- Jung Jin-young jako szeregowy Park Chan-young
- Kim Shin-rok jako szef Ji, dyrektor generalny ds. zarządzania obiektam
- Kim Dong-young jako Oh Jun-il
- Yoon Se-ah jako Bong Seon-hwa
- Byun Jung-hee jako matka Oh Jun-ila
- Yang Hye-ji jako Jung Ye-seul
- Kim Si-a jako zmutowane dziecko Seo Yi-kyung
- Hyun Bong-sik jako Wang Ho-sang
- Chae Won-bin jako Ha-ni
- Kim Jung-woo jako Ojciec Peter
- Hong Su-zu jako Jin-a
- Jung Suk-won jako sierżant Min Seo-jin
- Yook Jun-seo jako Bang Jin-ho
- Heo Nam-joon jako Kang Seok-chan
- Jeong Jong-hyun jako Jeong Jong-hyun

## Lista odcinków
| Sezony | Sezony | Odcinki | Odcinki | Premiera        |
| ------ | ------ | ------- | ------- | --------------- |
|        | 1      | 10      | 10      | 18 grudnia 2020 |
|        | 2      | 8       | 8       | 1 grudnia 2023  |
|        | 3      | 8       | 8       | 19 lipca 2024   |

### Sezon 1 (2020)
| Nr | #  | Tytuł      | Reżyseria                                   | Scenariusz                               | Premiera        |
| -- | -- | ---------- | ------------------------------------------- | ---------------------------------------- | --------------- |
| 1  | 1  | Odcinek 1  | Lee Eung-bok, Jang Young-woo & Park So-hyun | Hong So-ri, Kim Hyung-min & Park So-jung | 18 grudnia 2020 |
| 2  | 2  | Odcinek 2  | Lee Eung-bok, Jang Young-woo & Park So-hyun | Hong So-ri, Kim Hyung-min & Park So-jung | 18 grudnia 2020 |
| 3  | 3  | Odcinek 3  | Lee Eung-bok, Jang Young-woo & Park So-hyun | Hong So-ri, Kim Hyung-min & Park So-jung | 18 grudnia 2020 |
| 4  | 4  | Odcinek 4  | Lee Eung-bok, Jang Young-woo & Park So-hyun | Hong So-ri, Kim Hyung-min & Park So-jung | 18 grudnia 2020 |
| 5  | 5  | Odcinek 5  | Lee Eung-bok, Jang Young-woo & Park So-hyun | Hong So-ri, Kim Hyung-min & Park So-jung | 18 grudnia 2020 |
| 6  | 6  | Odcinek 6  | Lee Eung-bok, Jang Young-woo & Park So-hyun | Hong So-ri, Kim Hyung-min & Park So-jung | 18 grudnia 2020 |
| 7  | 7  | Odcinek 7  | Lee Eung-bok, Jang Young-woo & Park So-hyun | Hong So-ri, Kim Hyung-min & Park So-jung | 18 grudnia 2020 |
| 8  | 8  | Odcinek 8  | Lee Eung-bok, Jang Young-woo & Park So-hyun | Hong So-ri, Kim Hyung-min & Park So-jung | 18 grudnia 2020 |
| 9  | 9  | Odcinek 9  | Lee Eung-bok, Jang Young-woo & Park So-hyun | Hong So-ri, Kim Hyung-min & Park So-jung | 18 grudnia 2020 |
| 10 | 10 | Odcinek 10 | Lee Eung-bok, Jang Young-woo & Park So-hyun | Hong So-ri, Kim Hyung-min & Park So-jung | 18 grudnia 2020 |

### Sezon 2 (2023)
| Nr | # | Tytuł     | Reżyseria                   | Scenariusz                | Premiera       |
| -- | - | --------- | --------------------------- | ------------------------- | -------------- |
| 11 | 1 | Odcinek 1 | Lee Eung-bok & Park So-hyun | Hong So-ri & Park So-jung | 1 grudnia 2023 |
| 12 | 2 | Odcinek 2 | Lee Eung-bok & Park So-hyun | Hong So-ri & Park So-jung | 1 grudnia 2023 |
| 13 | 3 | Odcinek 3 | Lee Eung-bok & Park So-hyun | Hong So-ri & Park So-jung | 1 grudnia 2023 |
| 14 | 4 | Odcinek 4 | Lee Eung-bok & Park So-hyun | Hong So-ri & Park So-jung | 1 grudnia 2023 |
| 15 | 5 | Odcinek 5 | Lee Eung-bok & Park So-hyun | Hong So-ri & Park So-jung | 1 grudnia 2023 |
| 16 | 6 | Odcinek 6 | Lee Eung-bok & Park So-hyun | Hong So-ri & Park So-jung | 1 grudnia 2023 |
| 17 | 7 | Odcinek 7 | Lee Eung-bok & Park So-hyun | Hong So-ri & Park So-jung | 1 grudnia 2023 |
| 18 | 8 | Odcinek 8 | Lee Eung-bok & Park So-hyun | Hong So-ri & Park So-jung | 1 grudnia 2023 |

### Sezon 3 (2023)
| Nr | # | Tytuł     | Reżyseria                   | Scenariusz                | Premiera      |
| -- | - | --------- | --------------------------- | ------------------------- | ------------- |
| 19 | 1 | Odcinek 1 | Lee Eung-bok & Park So-hyun | Hong So-ri & Park So-jung | 19 lipca 2024 |
| 20 | 2 | Odcinek 2 | Lee Eung-bok & Park So-hyun | Hong So-ri & Park So-jung | 19 lipca 2024 |
| 21 | 3 | Odcinek 3 | Lee Eung-bok & Park So-hyun | Hong So-ri & Park So-jung | 19 lipca 2024 |
| 22 | 4 | Odcinek 4 | Lee Eung-bok & Park So-hyun | Hong So-ri & Park So-jung | 19 lipca 2024 |
| 23 | 5 | Odcinek 5 | Lee Eung-bok & Park So-hyun | Hong So-ri & Park So-jung | 19 lipca 2024 |
| 24 | 6 | Odcinek 6 | Lee Eung-bok & Park So-hyun | Hong So-ri & Park So-jung | 19 lipca 2024 |
| 25 | 7 | Odcinek 7 | Lee Eung-bok & Park So-hyun | Hong So-ri & Park So-jung | 19 lipca 2024 |
| 26 | 8 | Odcinek 8 | Lee Eung-bok & Park So-hyun | Hong So-ri & Park So-jung | 19 lipca 2024 |

## Produkcja

### Rozwój
Reżyser Lee Eung-bok „z grubsza” znał zakończenie webtoonu, na którym oparty jest serial, jeszcze przed jego finałem w lipcu 2020 roku. Mimo to postanowił „nieco różnić się od webtoonu, ponieważ [są] emitowani na różnych platformach.”. Ostatecznie adaptacja live-action znacznie odbiega od oryginału.
Serial wydał większość swojego budżetu, a koszt produkcji każdego odcinka wyniósł 3 miliardy ₩. Choreograf Kim Seol-jin oraz kontorsjonista Troy James zostali wybrani do rejestrowania ruchów potworów za pomocą techniki motion capture.

### Casting
Choć zdjęcia już się rozpoczęły, Netflix oficjalnie ogłosił obsadę serialu 18 grudnia 2019 roku. W rolach głównych znaleźli się Song Kang, Lee Jin-wook i Lee Si-young, a do obsady dołączyli także Lee Do-hyun, Kim Nam-hee, Go Min-si, Park Gyu-young, Go Youn-jung, Kim Kap-soo i Kim Sang -ho.
Lee Eung-bok ujawnił, że podczas przesłuchania Song Kanga aktor przypomniał mu Johnny'ego Deppa w Edwardzie Nożycorękim: „wizerunek kogoś, kto ma czystą i niewinną duszę, ale trzyma włócznię w dłoni”. Aktora polecił Lee Eung-bokowi reżyser Netflixowego Love Alarm, który przyniósł mu sławę w sierpniu 2019 roku. Postać grana przez Lee Si-young nie pojawia się w oryginalnym webtoonie, ale reżyser „chciał dodać postać kobiecą, która potrafi wykonać naprawdę świetne sceny akcji”; aktorka była bowiem wcześniej amatorską bokserką. Przed rozpoczęciem zdjęć trenowała przez sześć miesięcy. Park Gyu-young przyznała, że nie miała wielkich nadziei na wybór do serialu, ale „zaraz po opuszczeniu planu przesłuchań reżyser zadzwonił do niej i powiedział, żeby zabrała ze sobą scenariusz”.
We wrześniu 2022 roku Bibi wycofała się z kręcenia serialu z powodu problemów z harmonogramem, a jej rolę przejęła inna aktorka.

### Zdjęcia

Dane DiLiegro za kulisami serialu Sweet Home

Główne zdjęcia rozpoczęły się we wrześniu 2019 roku, a zakończono je w lutym 2020 roku.

### Efekty wizualne
Do pracy nad serialem Sweet Home zostali zatrudnieni projektanci z Legacy Effects, VFX Studio Westworld i Spectral Motion, którzy wcześniej pracowali nad takimi filmami jak Avengers i Avatar, a także nad serialami telewizyjnymi Gra o tron i Stranger Things.

## Premiera
18 listopada 2020 roku Netflix opublikował zwiastun serialu, zapowiadając, że Sweet Home zadebiutuje 18 grudnia. W czerwcu 2022 roku serial został przedłużony o dwa kolejne sezony.